# Acinonyx
Гепард (Acinonyx) — рід хижих ссавців з родини котових, який містить один живий вид (гепард стрункий) і кілька вимерлих. Гепард стрункий мешкає в саванах і трав'янистих місцевостях.

## Таксономія
Таксон Acinonyx був запропонований Джошуа Бруксом у 1828 році.
Між кінцем 18-го й початком 20-го століття було описано низку видів і підвидів гепарда. Певний час у XX столітті вважали, що гепард належить до власної монотипної підродини Acinonychinae з огляду на його унікальну тілобудову, сформовану як пристосування до способу полювання — короткого швидкісного забігу. Однак, молекулярно-генетичні дослідження виявили спорідненість гепарда з пумою, ягуарунді (а також вимерлим родом Miracinonyx). Оскільки пума та ягуарунді належали до підродини Felinae, то підродина Acinonychinae стала не валідною.

## Види
- †Acinonyx aicha Geraads, 1997 — пліоцен Марокко
- †Acinonyx intermedius Thenius, 1954 = Acinonyx pardinensis intermedius
- Гепард стрункий (Acinonyx jubatus) Schreber, 1775 — пліоцен ПАР, четвертинний період Кенії, Танзанії, ПАР; зараз мешкає в Африці й Ірані
- †Acinonyx pardinensis Croizet e Joubert, 1828 — пліоцен, плейстоцен і четвертинний період Європи (Австрія, Франція, Німеччина, Італія, Іспанія, Росія, Іспанія), Грузії й Таджикистану

Описаний 2008 року „вид“ A. kurteni було визнано недійсним видом, бо голотип є підробкою, що складається з фрагментів міоценового віку.